# سوبريور (أريزونا)
سوبريور (بالإنجليزية: Superior, Arizona)‏ هي بلدة تقع في مقاطعة بينال، أريزونا بولاية أريزونا في الولايات المتحدة. تبلغ مساحتها 5 (كم²)، وترتفع عن سطح البحر 880 م، بلغ عدد سكانها 3091 نسمة في عام 2007 حسب إحصاء مكتب تعداد الولايات المتحدة وتصل الكثافة السكانية فيها 631.6 نسمة/كم2.

## وصلات خارجية
- http://www.superior-arizona.com/
- The US50 - Cities and Towns in Arizona State
- Arizona Cities and Towns, Facts, Map, Flag, Colleges, Government, and More